# NGC 1075
NGC 1075 é uma galáxia espiral barrada (SB0-a) localizada na direcção da constelação de Cetus. Possui uma declinação de -16° 12' 04" e uma ascensão recta de 2 horas, 43 minutos e 33,5 segundos.
A galáxia NGC 1075 foi descoberta em 1886 por Frank Leavenworth.